# Dusona lamellifer
Dusona lamellifer är en stekelart som beskrevs av Hinz 1994. Dusona lamellifer ingår i släktet Dusona och familjen brokparasitsteklar. Inga underarter finns listade i Catalogue of Life.